# Ingrid Thulin
Ingrid Lilian Thulin (Sollefteå, 27 januari 1926 – Stockholm, 7 januari 2004) was een Zweeds actrice.
Ingrid Thulin studeerde aan de Koninklijke Toneelschool van Stockholm. Na haar studies was zij verbonden aan de Koninklijke Schouwburg te Stockholm. Daar werkte ze al in de jaren 40 samen met de regisseur Ingmar Bergman, die haar met zijn film Wilde aardbeien ook buiten Zweden bekend maakte. Zij speelde ook de hoofdrol in zijn film De grote stilte. Samen met Bibi Andersson en Liv Ullmann was ze de belangrijkste actrice in de films van Bergman. Ze maakte acht films samen met hem.
Ze had van 1956 tot 1989 een relatie met Harry Schein, de oprichter van het Zweedse Filminstituut.
In de jaren 60 trok ze naar Italië. Ook daar speelde ze onder andere mee in films van de Italiaanse regisseur Luchino Visconti. Toen ze kanker kreeg, keerde ze terug naar Zweden. In 2004 stierf ze in Stockholm.

## Filmografie (selectie)
- 1957: Wilde aardbeien van Ingmar Bergman
- 1958: Façade van Ingmar Bergman
- 1962: The Four Horsemen of the Apocalypse van Vincente Minnelli
- 1963: De avondmaalsgasten van Ingmar Bergman
- 1963: De grote stilte van Ingmar Bergman
- 1966: La guerre est finie van Alain Resnais
- 1968: Het uur van de wolf van Ingmar Bergman
- 1969: The Damned van Luchino Visconti
- 1972: Geschreeuw en gefluister van Ingmar Bergman
- 1975: La Cage van Pierre Granier-Deferre
- 1976: The Cassandra Crossing van George P. Cosmatos
- 1976: Salon Kitty van Tinto Brass
- 1983: Na de repetitie van Ingmar Bergman
- 1991: La casa del sorriso van Marco Ferreri